# Kujō Ninshi
Kujō Ninshi (九条任子, 31 octobre 1173-3 février 1239), aussi connue sous le nom de Fujiwara no Ninshi (藤原任子) est une impératrice consort du Japon. Consort de l'empereur Go-Toba, elle est la fille du sesshō Kujō Kanezane et la mère de la princesse impériale Shōshi (昇子内親王, 1195-1211), impératrice non mariée en tant que mère adoptée de l'empereur Juntoku (Shunkamon-in, 春華門院).

## Source de la traduction
- (en) Cet article est partiellement ou en totalité issu de l’article de Wikipédia en anglais intitulé « Kujō Ninshi » (voir la liste des auteurs).